# Liste der Naturschutzgebiete im Landkreis Uelzen
Im Landkreis Uelzen gibt es 28 Naturschutzgebiete (Stand Dezember 2020).
| Name des Gebietes                          | Bild           | Kennung         | WDPA   | Landkreis / Stadt                      | Beschreibung / Bemerkungen | Standort | Fläche in Hektar | Jahr der Verordnung |
| ------------------------------------------ | -------------- | --------------- | ------ | -------------------------------------- | -------------------------- | -------- | ---------------- | ------------------- |
| Almstorfer Moor                            | weitere Bilder | LÜ 149          | 162069 | Landkreis Uelzen                       |                            | Position | 11,88            | 1987                |
| Arendorfer Moor                            |                | LÜ 154          | 162236 | Landkreis Uelzen                       |                            | Position | 82,79            | 1987                |
| Barnstedt-Melbecker Bach                   | weitere Bilder | LÜ 280          | 378055 | Landkreis Lüneburg, Landkreis Uelzen   |                            | Position | 310,55           | 2007                |
| Bobenwald                                  | weitere Bilder | LÜ 328          |        | Landkreis Uelzen                       |                            | Position | 210              | 2018                |
| Bornbachtal                                | weitere Bilder | LÜ 285          | 389579 | Landkreis Uelzen                       |                            | Position | 283,62           | 2008                |
| Brambosteler Moor                          | weitere Bilder | LÜ 166          | 162527 | Landkreis Heidekreis, Landkreis Uelzen |                            | Position | 153              | 1988                |
| Der Lohn                                   |                | LÜ 266          | 329322 | Landkreis Uelzen                       |                            | Position | 253,02           | 2004                |
| Dieksbeck                                  | weitere Bilder | LÜ 265          | 329325 | Landkreis Lüneburg, Landkreis Uelzen   |                            | Position | 171,72           | 2004                |
| Droher Holz                                | weitere Bilder | LÜ 143          | 162806 | Landkreis Uelzen                       |                            | Position | 17,58            | 1986                |
| Holdenstedter Teiche                       | weitere Bilder | LÜ 279          | 378097 | Landkreis Uelzen                       |                            | Position | 57,70            | 2007                |
| Im Sieken und Bruch                        |                | LÜ 272          | 378100 | Landkreis Uelzen                       |                            | Position | 188,75           | 2007                |
| Ise mit Nebenbächen                        | weitere Bilder | BR 156          |        | Landkreis Gifhorn, Landkreis Uelzen,   |                            | Position | 839,8            | 2018                |
| Kiehnmoor                                  | weitere Bilder | LÜ 190          | 318648 | Landkreis Celle, Landkreis Uelzen      |                            | Position | 446,64           | 1992                |
| Langenbrügger Moor                         | weitere Bilder | LÜ 354          |        | Landkreis Uelzen                       |                            | Position | 72               | 2019                |
| Lopautal                                   | weitere Bilder | LÜ 353          |        | Landkreis Uelzen                       |                            | Position | 19               | 2019                |
| Lüneburger Ilmenauniederung mit Tiergarten | weitere Bilder | LÜ 282          | 378118 | Landkreis Lüneburg, Landkreis Uelzen   |                            | Position | 392,82           | 2007                |
| Lünsholz                                   | weitere Bilder | LÜ 314          |        | Landkreis Celle, Landkreis Uelzen      |                            | Position | 170              | 2018                |
| Maschbruch                                 |                | LÜ 210          | 164579 | Landkreis Uelzen                       |                            | Position | 257,91           | 1994                |
| Mönchsbruch                                | weitere Bilder | LÜ 284          | 389625 | Landkreis Uelzen                       |                            | Position | 399,50           | 2008                |
| Oberer Gosebach                            |                | LÜ 365          |        | Landkreis Uelzen, Landkreis Gifhorn    |                            | Position | 5                | 2020                |
| Röbbelbach                                 | weitere Bilder | LÜ 278          | 378348 | Landkreis Uelzen                       |                            | Position | 140,83           | 2007                |
| Schierbruch und Forellenbachtal            | weitere Bilder | LÜ 187          | 165387 | Landkreis Lüneburg, Landkreis Uelzen   |                            | Position | 243,63           | 1990                |
| Schwarzes Moor bei Gavendorf               | weitere Bilder | LÜ 028          | 82566  | Landkreis Uelzen                       |                            | Position | 12,18            | 1976                |
| Schweimker Moor und Lüderbruch             |                | LÜ 172 / BR 053 | 165523 | Landkreis Gifhorn, Landkreis Uelzen    |                            | Position | 516,17           | 1989                |
| Vierenbach                                 | weitere Bilder | LÜ 268          | 329692 | Landkreis Uelzen                       |                            | Position | 228,06           | 2004                |
| Vogelfreistätte Jastorfer See              | weitere Bilder | LÜ 036          | 82799  | Landkreis Uelzen                       |                            | Position | 14,83            | 1977                |
| Wettenbosteler Moor                        |                | LÜ 034          | 82907  | Landkreis Uelzen                       |                            | Position | 14,03            | 1977                |
| Zwergbirkenmoor bei Schafwedel             | weitere Bilder | LÜ 008          | 82963  | Landkreis Uelzen                       |                            | Position | 2,77             | 1950                |